# Дев'ять днів
«Дев'ять днів» (англ. Nine Days) — американський містичний драматичний фільм 2020 року, знятий режисер Едсоном Одою за власним сценарієм. У головних ролях знялися: Вінстон Дьюк, Зазі Бітц, Бенедикт Вонґ, Тоні Гейл, Білл Скашгорд, Девід Рисдал, Аріанна Ортіс.
Фільм розповідає історію про чоловіка, який допитує п'ять ненароджених душ, щоб визначити, якій із них можна дати життя на Землі.
Світова прем'єра фільму відбулася на кінофестивалі «Санденс» 27 січня 2020 року, а в кінотеатрах Sony Pictures Classics у США «Дев'ять днів» вийшли 30 липня 2021 року.

## Акторський склад
| Актор           | Роль       |
| --------------- | ---------- |
| Вінстон Дюк     | Вілл       |
| Зазі Бітц       | Емма       |
| Білл Скашгорд   | Кейн       |
| Бенедикт Вонґ   | Кйо        |
| Тоні Гейл       | Александер |
| Девід Рісдал    | Майк       |
| Аріанна Ортіс   | Марія      |
| Джеральдін Г'юз | Коллін     |
| Еріка Васкес    | Луїза      |
| Перрі Сміт      | Енн        |
| Ліза Старрет    | Аманда     |

## Виробництво
У червні 2019 року було оголошено, що відомий режисер реклами Едсон Ода дебютує як режисер повнометражного фільму із Вінстоном Дьюком, Зазі Бітц, Біллом Скашгордом та Бенедиктом Вонґом. У серпні до акторського складу додали Тоні Гейла.
Знімання розпочали в липні у штаті Юта.

## Реліз
Прем'єра фільму відбулася на кінофестивалі «Санденс» 27 січня 2020 року. Невдовзі після цього Sony Pictures Classics придбала права на розповсюдження фільму. Спочатку початок прокату був запланований на 22 січня 2021 року, але відкладений через пандемію COVID-19. У Сполучених Штатах 30 липня 2021 року фільм був випущений обмеженим накладом, до широкого прокату 6 серпня 2021 року. Вперше фільм був випущений в Австралії 15 липня.